# Amstel Gold Race 1967
L'Amstel Gold Race 1967, seconda edizione della corsa, si svolse il 15 aprile 1967 su un percorso di 213 km da Helmond a Meerssen. Venne vinta dall'olandese Arie den Hartog, che concluse in 4h51'00".

## Ordine d'arrivo (Top 10)
| Pos. | Corridore           | Squadra       | Tempo    |
| ---- | ------------------- | ------------- | -------- |
| 1    | Arie den Hartog     | Bic           | 4h51'00" |
| 2    | Cees Lute           | Romeo-Smith's | s.t.     |
| 3    | Harrie Steevens     | Caballero     | s.t.     |
| 4    | Wim Schepers        | Caballero     | s.t.     |
| 5    | Bart Zoet           | Televizier    | s.t.     |
| 6    | Eddy Beugels        | Mercier-BP    | s.t.     |
| 7    | Jean-Louis Bodin    | Mercier-BP    | s.t.     |
| 8    | Georges Chappe      | Mercier-BP    | s.t.     |
| 9    | Jos van der Vleuten | Televizier    | s.t.     |
| 10   | Jan Tummers         | Willem II     | s.t.     |